# OpenDNS
OpenDNS là một dịch vụ Phân giải Hệ thống tên miền (DNS) do Tập đoàn Cisco quản lý.

## Giới thiệu
Cisco OpenDNS là một công ty Mỹ chuyên cung cấp các giải pháp và dịch vụ về phân giải hệ thống tên miền (DNS) với các tính năng như chống lừa đảo trực tuyến, lọc nội dung tùy chọn và tra cứu DNS trong các máy chủ DNS của OpenDNS và bộ sản phẩm bảo mật điện toán đám mây (Cisco OpenDNS Umbrella), được thiết kế để bảo vệ khách hàng doanh nghiệp và gia đình khỏi phần mềm độc hại, botnet, lừa đảo và các cuộc tấn công trực tuyến có chủ đích. Mạng toàn cầu của OpenDNS xử lý hơn 100 tỷ truy vấn DNS hàng ngày từ 65 triệu người dùng (2021) thông qua hơn 50 trung tâm dữ liệu trên toàn thế giới.
Vào ngày 27 tháng 8 năm 2015, Cisco đã mua lại OpenDNS với giá 635 triệu đô la Mỹ trong một giao dịch hoàn toàn bằng tiền mặt, cộng với các ưu đãi dựa trên mức giữ chân cho OpenDNS. Các dịch vụ kinh doanh của OpenDNS được đổi tên thành Cisco Umbrella, dịch vụ DNS cốt lõi vẫn giữ tên OpenDNS cho đến ngày nay. Cisco cho biết họ dự định tiếp tục phát triển OpenDNS cùng với các sản phẩm bảo mật dựa trên đám mây khác và sẽ tiếp tục các dịch vụ hiện có.
OpenDNS có dịch vụ phân giải Hệ thống tên miền (DNS) cho khách hàng và doanh nghiệp để thay thế cho việc sử dụng các máy chủ DNS của nhà cung cấp dịch vụ Internet của họ. Với việc đặt máy chủ của công ty ở những vị trí chiến lược và thuê một lượng tên miền đệm lớn, OpenDNS thường xử lý các truy vấn nhanh hơn, để làm tăng thời gian truy xuất trang.
Các tính năng khác còn có lọc trang web lừa đảo, khóa tên miền và sửa lỗi gõ sai chính tả (ví dụ "wikipedia.og" thay vì "wikipedia.org"). Bằng cách thu thập danh sách các trang web hiểm độc, OpenDNS ngăn chặn việc truy cập vào các website này khi người dùng cố gắng truy cập chúng bằng dịch vụ của họ. OpenDNS cũng có PhishTank, nơi người dùng khắp thế giới có thể gửi và xem lại các trang bị nghi ngờ lừa đảo.
OpenDNS không phải là phần mềm mã nguồn mở, mà chỉ muốn nói đến khái niệm DNS mở, có thể chấp nhận truy vấn từ mọi nơi.
OpenDNS kiếm lợi nhuận qua việc chuyển một tên miền chưa được định nghĩa trong DNS thành một tên miền đã có. Tác dụng của nó là khi người dùng gõ vào một tên không tồn tại trong khung URL của trình duyệt web, người dùng đó sẽ thấy trang tìm kiếm của OpenDNS. Các nhà quảng cáo trả tiền cho OpenDNS để đăng quảng cáo của họ lên trang này. Tuy kiểu hoạt động này tương tự như Site Finder trước đây của VeriSign hay các kiểu đổi hướng trang mà nhiều ISP sử dụng trên máy chủ DNS của họ, OpenDNS cho rằng nó không giống như vậy, vì OpenDNS đơn thuần là một dịch vụ "thích thì dùng" (so với hiệu ứng của Site Finder trên toàn Internet, vì VeriSign là hãng điều hành đăng ký ủy quyền) và số lợi nhuận thu được từ quảng cáo dùng để chi trả cho dịch vụ DNS tùy chỉnh.
Theo OpenDNS, trong tương lai hãng sẽ cung cấp các dịch vụ khác chạy trên nền dịch vụ DNS cải tiến, và có thể kiếm tiền thêm từ đó.
Một ví dụ về dịch vụ cộng thêm đó là vào ngày 22 tháng 4 năm 2007, công ty đã ra mắt "shortcut" (đường tắt), cho phép người dùng tạo ra bảng DNS tùy chỉnh, như chuyển "mail" sang "mail.yahoo.com". Sự ra mắt tính năng này được đăng tải trên nhiều báo như New York Times, Wired, và PC World.
Ngày 13 tháng 5 năm 2007, OpenDNS ra mắt một dịch vụ chặn tên miền mới cung cấp khả năng cấm/lọc các website đã thăm dựa vào phân loại. Nó dành cho các công ty, cơ sở giáo dục và gia đình để quản lý các loại trang phù hợp với chủ nhân của mạng mà thôi. Ngày 9 tháng 8 năm 2007 OpenDNS thêm khả năng ghi đè bộ lọc thông qua các danh sách đen và danh sách trắng do cá nhân quản lý. Ngày 20 tháng 2 năm 2008, trong nỗ lực nhằm cập nhật danh sách cấm tên miền hiện có, OpenDNS đã thay đổi từ danh sách đóng gồm các tên miền bị cấm thành một danh sách do cộng đồng bổ sung mà mỗi cá nhân người dùng OpenDNS đều có khả năng đề nghị cấm. Nếu một số lượng người đăng ký cho rằng nó thuộc thể loại cần cấm, thì nó sẽ được đưa vào thể loại cấm đó.
Ngày 3 tháng 12 năm 2007, OpenDNS bắt đầu đưa ra dịch vụ DNS-O-Matic, một dịch vụ miễn phí nhằm cung cấp phương thức gửi các cập nhật DNS động đến vài nhà cung cấp DNS đồng bằng cách sử dụng API cập nhật của DynDNS.

## Sản phẩm chính hiện nay của Cisco OpenDNS
OpenDNS cung cấp trình phân giải DNS như một giải pháp thay thế cho việc sử dụng máy chủ DNS của nhà cung cấp dịch vụ Internet mặc định hoặc máy chủ DNS được cài đặt cục bộ. OpenDNS đã áp dụng và hỗ trợ giao thức bảo mật DNSCurve.
OpenDNS cung cấp các địa chỉ máy chủ tên miền đệ quy sau đây để sử dụng rộng rãi, được ánh xạ tới vị trí máy chủ hoạt động gần nhất bằng định tuyến Anycast.
OpenDNS cung cấp dịch vụ FamilyShield với sự kiểm soát của phụ huynh để ngăn chặn tối đa nội dung khiêu dâm, máy chủ proxy và các trang web lừa đảo.
OpenDNS Sandbox là dịch vụ DNS luôn tuân theo chặt chẽ quy tắc RFC nên sẽ không cung cấp bất kỳ cấp độ lọc nào.
| Sản phẩm chính          | OpenDNS                           | OpenDNS Family Shield                          | OpenDNS Sandbox                           |
| Bộ lọc tên miền độc hại | ✔                                 | ✔                                              | ✖                                         |
| ECS*                    | ✔                                 | ✔                                              | ✔                                         |
| DNSSEC                  | ✔                                 | ✔                                              | ✔                                         |
| ----------------------- | --------------------------------- | ---------------------------------------------- | ----------------------------------------- |
| DoH                     | https://dns.opendns.com/dns-query | https://doh.familyshield.opendns.com/dns-query | https://doh.sandbox.opendns.com/dns-query |
| DoT                     | dns.opendns.com                   | familyshield.opendns.com                       | sandbox.opendns.com                       |
| IPv4                    | 208.67.222.222 208.67.220.220     | 208.67.222.123 208.67.220.123                  | 208.67.222.2 208.67.220.2                 |
| IPv6                    | 2620:119:35::35 2620:119:53::53   | 2620:119:35::123 2620:119:53::123              | 2620:0:ccc::2 2620:0:ccd::2               |

OpenDNS ECS*
Dịch vụ DNS của Cisco bao gồm sẵn ECS, ECS của OpenDNS luôn sẵn sàng ở 2 vị trí máy chủ liên liếp gần nhất với địa chỉ mà người dùng truy cập, điều này tạo nên khác biệt so với Google DNS và Quad9, điều này giúp đảm bảo máy chủ luôn sẵn sàng đáp ứng khi gặp điều kiện ngoài ý muốn.

## Bước ngoặt phát triển
Vào tháng 12 năm 2011, Cisco Umbrella – khi đó có tên OpenDNS – đã trở thành trình phân giải DNS công khai đầu tiên trên thế giới công bố hỗ trợ mã hóa bảo mật DNSCrypt. 
Từ 01/2021, Cisco thông báo trên blog rằng họ đã hỗ trợ trực tiếp cho DNS qua HTTPS (DoH) và DNS over TLS (DoT) vào các trình phân giải OpenDNS Umbrella cốt lõi của họ. Ngoài ra, thêm hỗ trợ cho Bộ phân giải tên miền giải quyết được chỉ định (DDR). Những cải tiến này cho phép OpenDNS cung cấp cho khách hàng dịch vụ DNS có độ trễ thấp gần như thấp nhất và tính sẵn sàng cao, đồng thời tăng cường tính bảo mật và quyền riêng tư của họ.
Về Bộ phân giải tên miền giải quyết được chỉ định (DDR)
Với tất cả các phương pháp mã hóa DNS mới này, người dùng cần một phương tiện tự động để khám phá những phương thức mã hóa mà trình phân giải DNS đã chọn của họ hỗ trợ. Được giao nhiệm vụ với mục tiêu này, nhóm làm việc Khám phá DNS thích ứng (ADD) tại IETF đã đề xuất một tiêu chuẩn có tên là Khám phá các bộ phân giải được chỉ định (DDR).
Những điều cơ bản về DDR rất đơn giản: Khi máy khách DNS lần đầu tiên tìm ra máy chủ DNS của mình, nó sẽ gửi truy vấn DNS cho tên miền sử dụng đặc biệt, '_dns.resolver.arpa', sử dụng loại truy vấn DNS đặc biệt (loại 64 hoặc 'SVCB'). Máy chủ DNS sẽ phản hồi bằng các loại mã hóa khác nhau mà nó hỗ trợ và mọi thông tin cấu hình mà máy khách cần. Máy khách có thể chọn loại mã hóa mình thích, xác minh rằng tất cả thông tin đều được bảo mật và sau đó bắt đầu mã hóa DNS.
Cisco Umbrella  là giải pháp công khai đầu tiên trên thế giới công bố hỗ trợ cho DDR. OpenDNS đã phát triển nó với sự hợp tác chặt chẽ với Microsoft để đảm bảo rằng việc lựa chọn trình phân giải được mã hóa hoạt động trơn tru từ đầu đến cuối.

## Sơ lược lịch sử hình thành
- Tháng 6 năm 2006, OpenDNS được nhà khoa học máy tính và doanh nhân David Ulevitch chính thức ra mắt. Nó được nhận vốn đầu tư mạo hiểm từ Minor Ventures, do nhà sáng lập CNET Halsey Minor lãnh đạo.
- Trước năm 2007 OpenDNS sử dụng API Cập nhật DNS từ DynDNS để xử lý các cập nhật IP động của người dùng.[9]
- Vào ngày 10 tháng 7 năm 2006, dịch vụ được các hãng digg, Slashdot, và Wired News sử dụng.
- Ngày 2 tháng 10 năm 2006, OpenDNS ra mắt PhishTank, một cơ sở dữ liệu chống lừa đảo dạng cộng tác.
- Ngày 11 tháng 6 năm 2007 OpenDNS bắt đầu lọc web nâng cao để có thể tùy chọn khóa nội dung người lớn dành cho các tài khoản miễn phí của họ.
- Cuối năm 2008, Nand Mulchandani, cựu giám đốc nhóm bảo mật VMware, rời VMware gia nhập OpenDNS làm Giám đốc điều hành mới, thay thế nhà sáng lập David Ulevitch, sẽ vẫn ở lại với vai trò giám đốc công nghệ của công ty.[10]
- Tháng 8 năm 2015, Cisco đã mua lại OpenDNS với giá 635 triệu đô la Mỹ. Các dịch vụ kinh doanh của OpenDNS được đổi tên thành Cisco Umbrella, dịch vụ DNS truyền thống vẫn giữ tên OpenDNS.

## Vấn đề quyền riêng tư, xung đột và đổi hướng của dịch vụ
Tuy dịch vụ phân giải tên miền OpenDNS là miễn phí, mọi người vẫn phàn nàn về cách dịch xử lý các yêu cầu sai. Nếu không tìm thấy tên miền nào đó, dịch vụ sẽ chuyển hướng bạn đến trang tìm kiếm với các kết quả tìm kiếm và quảng cáo do Yahoo! cung cấp. Một người dùng DNS có thể tắt dịch vụ này thông qua Bảng điều khiển OpenDNS nhưng sẽ mất đi khả năng lọc nội dung. Kiểu làm này tương tự như nhiều ISP lớn cũng chuyển hướng các yêu cầu sai đến máy chủ của họ có chứa quảng cáo.
Năm 2007, David Ulevitch phản ứng về việc Dell cài đặt phần mềm "Bộ chuyển hướng Lỗi địa chỉ Trình duyệt" trên máy tính để bàn của họ, OpenDNS bắt đầu xử lý các yêu cầu đến Google.com. Một số lưuu lượng sẽ được dịch vụ sửa lỗi sai OpenDNS xử lý sửa địa chỉ gõ nhầm và chuyển hướng từ khóa địa chỉ đến trang tìm kiếm của OpenDNS, còn số còn lại thì được im lặng chuyển đến trang người ta muốn đến.
Ngoài ra, một yêu cầu tìm kiếm của người dùng từ thanh địa chỉ của trình duyệt được cấu hình để sử dụng máy tìm kiếm Google (có cấu hình một thông số nhất định) có thể sẽ bị âm thầm chuyển hướng sang máy chủ do OpenDNS sở hữu mà người dùng không biết (nhưng điều đó nằm trong Điều khoản sử dụng của OpenDNS). Người dùng có thể tắt cách xử lý này bằng cách đăng nhập vào tài khoản OpenDNS của họ và bỏ chọn tùy chọn "OpenDNS proxy". Thêm vào đó, người dùng Mozilla có thể sửa vấn đề này bằng cách cài đặt thêm addon hoặc bằng cách thay đổi hoặc bỏ đi sourceid navclient khỏi từ khóa tìm kiếm của URL.
Kiểu đổi hướng này phá vỡ một ứng dụng không dựa trên web, phụ thuộc vào việc lấy một NXDOMAIN dành cho tên miền không tồn tại, như chương trình lọc rác email, hoặc truy cập VPN khi máy chủ tên của mạng riêng tư chỉ được tham khảo đến khi cái công cộng không phân giải được.